# William E. Boeing

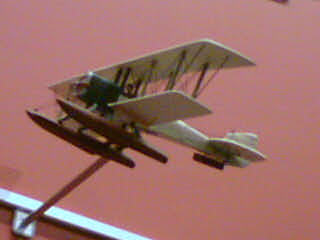
Modelo do B&W o primeiro avião da Boeing

William Edward Boeing (Detroit, 1 de outubro de 1881 — Seattle, 28 de setembro de 1956) foi um pioneiro da aviação estadunidense e fundador da Companhia Boeing.

## História
William Edward Boeing nasceu na cidade de Detroit, no estado de Michigan, filho do alemão Wilhelm Böing rico empresário dos ramos de mineração e madeira e Marie Ortmann. Americanizou seu nome para "William Boeing" em 1900 após retornar da Suíça, onde estudou. William E. Boeing ingressou na Universidade de Yale no mesmo ano. Em 1903 deixou a Universidade para dedicar-se ao negócio da madeira. Adquiriu extensas áreas de extração de madeira em torno de Grays Harbor no estado de Washington.

### A paixão pelos aviões
Em 1909 na cidade de Seattle, durante a exposição Alaska-Yukon-Pacífico, viu pela primeira vez uma aeronave em voo. Ficou fascinado com o avião. Em 1916, Boeing entrou no negócio da aviação com o comandante de um esquadrão da marinha George Conrad Westervelt e fundaram a Pacific Aero Products. Compraram um hidroavião Martim e pesquisaram o seu projeto. Com o conhecimento e experiência assim adquiridos, projetaram seu primeiro avião: o B&W. Seu primeiro voo aconteceu em 29 de Junho de 1916. Este é considerado o primeiro voo de um Boeing.
Quando os Estados Unidos ingressaram na Primeira Guerra Mundial em abril de 1917, mudou o nome de sua empresa para Boeing Airplane Company. Recebeu uma encomenda da marinha americana para produzir 50 aeroplanos.

### O sucesso empresarial
Terminada a guerra voltou a dedicar-se à aviação comercial, iniciando um bem sucedido serviço de correio aéreo.
Em 1921 casou-se com Bertha Potter Paschall. Dois anos depois nasce William E. Boeing Jr. Bertha anteriormente fora casada com Nathaniel Paschall com quem teve dois filhos Nathaniel Paschall Jr. e Cranston Paschall. Estes dois enteados de Boeing entraram no ramo da indústria aeronáutica. Nathaniel Paschall era representante comercial da Douglas Aircraft (que mais tarde tornou-se a empresa McDonnell Douglas adquirida pela Boeing em 1997).
William Boeing tornou-se um grande piloto comercial e pioneiro da indústria. Criou as aeromoças. A primeira aeromoça foi uma ex-enfermeira contratada por ele para atender os passageiros durante os voos noturnos de sua companhia.
Em 1934 foi acusado pelo governo americano de práticas de monopólio. Como consequência, sua empresa foi dividida em três: United Aircraft Corporation, Boeing Airplane Company e United Air Lines.
Boeing aposentou-se do negócio da aviação no mesmo ano. A partir daí e passou a dedicar-se à criação de cavalos puro-sangue. Sua fazenda localizava-se no nordeste de Seattle e chamava-se Aldarra. Em 2000, seu filho William E. Boeing Jr. transformou Aldarra em um empreendimento imobiliário de luxo.

### Os últimos dias
Boeing só retirou-se definitivamente do negócio da aviação no início da Segunda Guerra Mundial.
William Edward Boeing faleceu em 28 de Setembro de 1956 no Puget Sound a bordo de seu iate dias antes de completar 75 anos. Seu atestado de óbito declara como causa da morte um ataque cardíaco.